# Фридрих Мюлер
Фридрих Мюлер (на немски: Friedrich Müller) е австрийски езиковед и етнолог, създател на термина семито-хамитски езици, наричани днес афро-азиатски езици.

## Биография
Роден е на 6 март 1834 година в Йемник, тогава в Австрийската империя. Учи в Университета в Гьотинген и завършва учението си във Виенския университет в периода 1853 - 1857 година. Мюлер работи там като библиотекар от 1858 до 1866 година. Става редовен професор по сравнителна филология и санскрит във Виенския университет в 1869 година. Член е на Австрийската академия на науките и е един от най-големите авторитети по сравнителна филология и етнология и връзката межд двете науки. Мюлер категоризира семито-хамитските езици в шест основни подгрупи, която класификация е следвана и от видния британски езиковед Робърт Нийдъм Къст.

## Теории
Според Мюлеровата класификация, следвана от Роберт Нийдъм Къст, основните подгрупи на семито-хамтските езици са 1. семитски, 2. хамитски, 3. нуба-фула, 4. нигерски или негърски езици, 5. банту и 6. хотентотско-бушменски. Ернст Хекел споменава Мюлер при собствената си формулировка на висши и нисши раси.

## Трудове
Освен големите му приноси към сравнителната филология и етнология в „Mitteilungen der anthropologischen Gesellschaft“ и „Wiener Zeitschrift für die Kunde des Morgenlandes“, Мюлер редактира дълго време периодичните издания и е автор на:
- Reise der österreichischen Fregatte Novara, лингвистичните и етнологичните части (1867–73)
- Allgemeine Ethnographie (1873)
- Grundriss der Sprachwissenschaft (1876–87) факсимиле в 2004 (ISBN 3-487-12047-X)